# 帕维尔·米夫
帕维尔·亚历山德罗维奇·米夫（俄语：Павел Александрович Миф，1901年8月3日—1938年9月10日）原名米哈伊尔·亚历山德罗维奇·福尔图斯（俄语：Михаил Александрович Фортус）犹太人，出生在俄罗斯帝国赫尔松省，苏联历史学家。

## 生平
生于俄国赫尔松省阿列克谢夫卡村一个小官吏家庭。1917年5月，加入俄国布尔什维克党。1918年到1920年参加俄国内战，先后到察里津、波兰等前线作战。1920年到1921年斯维尔德洛夫共产主义大学学习，专攻马克思主义经典作家关于资产阶级民主主义革命和民族殖民地革命的理论。1923年到1925年在乌克兰从事共产党工作。1925年任莫斯科中山大学副校长。1927年，因校长卡尔·拉狄克因支持托洛茨基而被流放西伯利亚而升任校长，并兼任共产国际执行委员会委员、东方部部长。
莫斯科中山大学于1925年成立，学生成分复杂，既有中国国民党要人及子女，也有中国共产党党员。莫斯科中山大学成立不久，学生中的中国共产党党员成立了“中国共产党中山大学莫斯科支部”（简称“旅莫支部”），负责人为任卓宣。旅莫支部负责人认为留苏学生主要任务是回中国工作，因此反对党员研读马列主义理论及学习俄文。米夫对此不满。1926年夏，米夫在学生中发动了一场莫斯科中山大学党组织归谁领导的争论。任卓宣等人认为应归旅莫支部领导，另一些同学主张归莫斯科中山大学所在的联共（布）莫斯科的一个区委领导。会议连开4天仍无结果，此后学生王明与任卓宣辩论，最终王明取胜，旅莫支部归莫斯科一个区委领导。此后，王明当上莫斯科中山大学学生公社主席，受到米夫赏识。
1927年1月，受中共中央委托，联共（布）决定派米夫率苏联共产党宣传家代表团到中国，宣讲群众宣传及党的建设工作。这是米夫第一次访华。米夫接到命令后，当即任命王明为贴身翻译。1927年3月，米夫一行抵达广州，随后到上海、武汉等地访问。时值上海工人发动第三次武装起义，米夫亲见大革命的浪潮，十分兴奋。但是，4月12日，蒋介石发动四一二事变。在这种紧要关头，中国共产党第五次全国代表大会在武汉召开。米夫作为联共（布）代表出席大会，王明作为米夫的翻译列席大会。大会接受了共产国际执委会第七次扩大会议提出的关于中国革命问题的决议案，批评陈独秀犯有右倾错误，但未能提出分配领导权的办法，陈独秀仍当选为总书记。会后，米夫想让王明主持中共中央宣传工作。陈独秀乃安排王明任中共中央宣传部秘书。
1927年，与斯大林有分歧的拉狄克被解除莫斯科中山大学校长职务。此时米夫带王明回到莫斯科中山大学。回校之后，米夫发现中山大学已经形成两个阵营：以代理校长阿古尔为首的教务派，和以支部局书记谢德尼可夫为首的支部派。教务派指责学校党务一塌糊涂，支部派指责学校教务一塌糊涂。双方争论7天未达成一致。不少不愿加入两派斗争的学生被视为第三势力。经王明建议，米夫拉拢第三势力，联合支部派，打击教务派，从而取得学校大权，不久升任中山大学校长，自此，王明在米夫的支持下，控制了中山大学党支部局，逐步形成了以米夫为依靠、以王明为代表、以支部局为中心的王明派。
1928年3月担任共产国际东方部副部长，同时还曾兼任莫斯科中山大学校长。1928年6月18日，中国共产党第六次全国代表大会在莫斯科郊外的“银色别墅”举行。米夫作为共产国际代表奉命参加此次大会的筹备工作，并参加起草土地问题、农民问题、组织问题等决议案。经米夫安排，王明被荐为大会翻译科主任。会上，米夫希望中国共产党提拔王明进入中共中央领导层，并提议由向忠发任中共中央总书记。但米夫的提议遭到大会代表们抵制而未能实现。会后，根据共产国际指示，共产国际不再派驻华代表，改由瞿秋白、张国焘、邓中夏、王若飞等人组成常驻共产国际中国代表团，共产国际通过该代表团指导中国革命。
1929年，联共（布）中央开展清党。在米夫支持下，王明指责瞿秋白为首的驻共产国际中国代表团在中山大学的派别斗争中是“反党小组织”的后台。经米夫活动，共产国际通过了对中国代表团问题的决议案称：“代表团的各种错误，使代表团在大多数中国学生中丧失了威信……共产国际执委政治委员会有鉴于此，以坚决的态度谴责中共代表团的代表对于中大派别斗争的行动，并请中共中央以必要的限度刷新代表团的成分，并与国际执委政治秘书处商定新的成分。”决议宣布之后，瞿秋白被解除职务回中国。
1929年4月，王明回中国，被派到上海，在中共中央宣传部任职。1930年1月，在参加上海工联会议时，王明遭到上海公共租界英国巡捕逮捕。被捕后，王明让巡捕到中共中央秘密机关送信，要求中央将他保释出狱。幸好巡捕没发现这里是中共中央秘密机关，但王明此举迫使中共中央秘密机关转移。此事迅速传到共产国际，米夫托赤色救难会驻上海代表牛兰花费3000元将王明营救出狱。事后，李立三领导的中共中央查明情况，认为王明犯有暴露党的机关的错误，给予王明党内警告处分。1930年在中山大学内建立了中国问题研究所，出版《中国问题》俄语季刊。
1930年9月，据共产国际指示精神，中共六届三中全会召开，纠正李立三的立三路线错误，并由瞿秋白主持中共中央工作。12月，米夫作为共产国际代表再度来华。当时，南京国民政府已同苏联断交，并搜捕苏联共产党人。米夫到上海后，随即单独召见王明，听取王明汇报。此后，在米夫压力下，中共中央不得不同意召开中共六届四中全会。
1931年1月7日，中共六届四中全会在上海秘密举行。向忠发主持会议，米夫实际主导会议。会前，米夫违反党的纪律，亲自起草《中共四中全会决议案》（草案），以共产国际远东局与中共中央政治局的名义，拟定了改组后的中共中央政治局委员、候补委员和中央委员名单，并圈定出席会议代表名单。在会上，王明作长篇发言，阐述他在会议前写出的《两条路线》中的观点，点名批评李立三、瞿秋白，并提出“对共产国际的路线百分之百的忠实”的口号。最后米夫作总结发言，批评李立三、瞿秋白、罗章龙等人，表示王明坚决站在国际路线一边，能将马列主义理论应用到中国革命实践中。最后，会议通过中共六届四中全会决议案，实际批准了王明的纲领。经米夫授意，会议改选了中共中央政治局委员和候补中央委员，李立三、瞿秋白等人落选，而原先连中央委员都不是的王明跃升为中共中央政治局委员。此后，名义上中共中央总书记为向忠发，实际是由王明控制中共中央。
1931年8月，米夫回到苏联。随后，共产国际通过《关于中国共产党的任务的决议》，完全支持中共六届四中全会及王明的上台。从此，王明路线统治中共4年。
米夫回苏联后，写下大批有关中国革命的文章。先后参加过共产国际执委会第十二、十三次会议，1935年任东方共产主义劳动大学校长、民族殖民地问题科学院院长。1935年参加共产国际七大准备工作。同年被授予经济学博士学位。  1936年著《英勇奋斗的十五年》。1937年任殖民地问题科学研究院院长，仍然领导中国问题研究所的工作。
1937年肃反运动中，有人揭发米夫为政治反革命、托派分子。王明当即批判米夫，和他划清了界线。1937年12月11日，米夫被叶若夫掌控的内务人民委员部逮捕关押。1938年7月28日，苏联最高法院军事审判庭判处米夫死刑。1938年9月10日，米夫被秘密处决，享年37岁。1956年2月29日，米夫獲苏联最高法院军事审判庭平反。